# Ecological Mismatch
Die match/mismatch-Hypothese (MMH) in der Ökologie sagt aus, dass der Fortpflanzungserfolg vieler Arten in der Natur davon abhängt, dass der Lebenszyklus der Art, insbesondere die Fortpflanzungszeit, mit dem Maximum des Nahrungsangebots übereinstimmt. Das Nahrungsangebot (Vegetation oder im Nahrungsnetz niedere Arten) schwankt im Jahresverlauf (Phänologie) und hängt in der Regel in entscheidender Weise von Wetter-Ereignissen bzw. dem Klima ab. Die Arten wurden daher evolutionär so angepasst, dass sich Strategien bildeten, um den Nachwuchs zu einem Zeitpunkt zu produzieren, der so gut wie möglich zum Nahrungsangebot passt, wobei sie sich etwa Zeitgeber wie zum Beispiel die Tageslänge, zunutze machen. Passen Lebenszyklus und Höhepunkt des Nahrungsangebots nicht zusammen (mismatch), sinkt der Fortpflanzungserfolg.

## Ursprüngliche Hypothese: Rekrutierungsrate von Fischarten
Die Hypothese wurde erstmals von David Cushing 1969 aufgestellt und 1990 erweitert. Cushing versuchte zu erklären, warum verschiedene Jahrgänge von Fischarten so unterschiedlich individuenreich sind. Er führte dies auf entweder passende (match) oder unpassende (mismatch) Zeitpunkte der Eiablage im Verhältnis zur Häufigkeit von Plankton als entscheidender Nahrungsbasis der Fischlarven zurück. Cushings Hypothese führte zu einer intensiven Forschung, die seine Annahmen in vielen Fällen bestätigen konnte, wenn auch weiterhin großer Forschungsbedarf, zum Beispiel direkte Temperaturwirkungen betreffend besteht.

## Auswirkungen in Zusammenhang mit dem Klimawandel
Die Hypothese hat durch den Klimawandel besondere Aktualität gewonnen, weil hier davon auszugehen ist, dass in evolutionärer Zeit bisher verlässliche Zeitgeber nun nicht mehr zu optimalem Timing führen. Dies führt zum Beispiel dazu, dass Zugvögel zu früh oder zu spät im Bruthabitat ankommen und dadurch ihr Bruterfolg absinkt. Folge kann im Extremfall das Aussterben von Arten sein. Beispiele für den Effekt sind:
- Beim Karibu wird der Zeitpunkt der Geburt der Jungtiere durch die Tageslänge gesteuert, während die Produktionsrate der Pflanzen, von denen sie sich ernähren, direkt von der Temperatur abhängt. Hier wird seit einigen Jahren ein zunehmender Mismatch beobachtet.[6]
- Bei der Großen Schneegans sinkt die Überlebensrate der Küken, weil die Nahrungsqualität der Gräser, ihrer wichtigsten Nahrungsressource, während der Aufzuchtperiode durch den Klimawandel abnimmt (obwohl die Wuchsleistung der Gräser insgesamt sogar zugenommen hat).[7][8]